# Dobra tabularne
Dobra tabularne (również własność tabularna, dobra dominikalne) – dobra ziemskie w Galicji (Europa Środkowa), które mogła nabywać wyłącznie szlachta, magnaci oraz mieszczanie miasta Lwowa, płacono od nich specjalny podatek tzw. podatek dominikalny, ich właścicielom przysługiwały przywileje półfeudalne oraz należeli oni do osobnej kurii wyborczej. Tworzyły one obszary dworskie (były wyodrębnione administracyjnie). Księgi hipoteczne tych dóbr prowadzono przy sądach krajowych i obwodowych.
Od 1780 r. grunty dominikalne zostały objęte systemem ksiąg Tabuli Krajowej (ksiąg hipotecznych ziemian), stąd po reformach uwłaszczeniowych w 1848 r. przyjęto dla nich nazwę własności tabularnej.

## Ilość dóbr tabularnych w Galicji

Herb Galicji i Lodomerii

Po roku 1866 na własność tabularną przypadało 5,773.009 morgów lub 3,280.193 hektarów, czyli 42–35% powierzchni Galicji, w późniejszych latach miał miejsce spadek tej liczby nawet o 3% całej powierzchni kraju.
Stosunek wielkości obszaru własności tabularnej do wielości powierzchni całego kraju był różny: W 10 powiatach sądowych zajmuje własność tabularna nad 50% całego obszaru ziemi, w 67 powiatach nad 40–50%, w 71 powiatach nad 30–40%, w 22 powiatach nad 20–30%, w 7 powiatach tylko nad 10–20% całego obszaru ziemi.

### Obszary o największej powierzchni własności tabularnej
Powiatem o największym obszarze własności dominialnej był powiat sądowy doliński – 67,42% całego obszaru ziemi, większość tego obszaru zajmowały lasy (znajdował się on w mało zaludnionych, lecz lesistych Karpatach). Ponad 50% – co niektóre powiaty na granicy Wołynia i południowego Podola: Potok Złoty.

### Obszary o średniej powierzchni własności tabularnej
W ponad 3/4 powiatów sądowych własność dominialna stanowiła od 50% do 30%. Było to głównie południowe Podole, na przykład powiaty w Stryjskiem i Bieżańskiem. Również w środkowej Galicji można było wyróżnić w tej kategorii okolice Jarosławia, Przemyśla i Sanoka. Na zachodzie głównie Powiśle, dalej okolice Krakowa w powiatach sądowych: chrzanowskim, krzeszowickim i krakowskim.

### Obszary o najmniejszej powierzchni własności tabularnej
Powiaty południowo-zachodnie, zachodnia część Karpat i okolice Tatr w okręgach sądów obwodowych: Wadowice, Nowy Sącz i Jasło. W okolicach tych zajmuje własność tabularna w 7 powiatach tylko niżej 20% całego obszaru ziemi (w powiecie Czarny Dunajec nawet tylko 12,84%); w reszcie powiatów z tych stron tworzy własność ta niżej 30% całego obszaru.

## Podział ziem tabularnych
Ziemie tabularne w Galicji dzieliły się głównie na:
- lasy – 54,86%,
- role – 32,08%,
- łąki – 6,39%,
- ogrody – 0,51%,
- pastwiska – 3,98%,
- stawy i moczary – 0,94%,
- inne grunta – 1,24%.

Większa ilość powierzchni gruntów tabularnych w Galicji przypada na lasy, a mniejsza na ogólną ilość roli (razem 45,14%).

## Właściciel tabularny

### Prawa i przywileje właścicieli tabularnych
Właścicielom tabularnym przysługiwały przywileje półfeudalne, należały do nich:
- jurysdykcja dominialna,
- władza policyjna,
- prawo do świadczeń pańszczyźnianych (pańszczyzna).

Prawa właścicieli tabularnych:
- propinacji,
- rybołówstwa,
- mlewa.

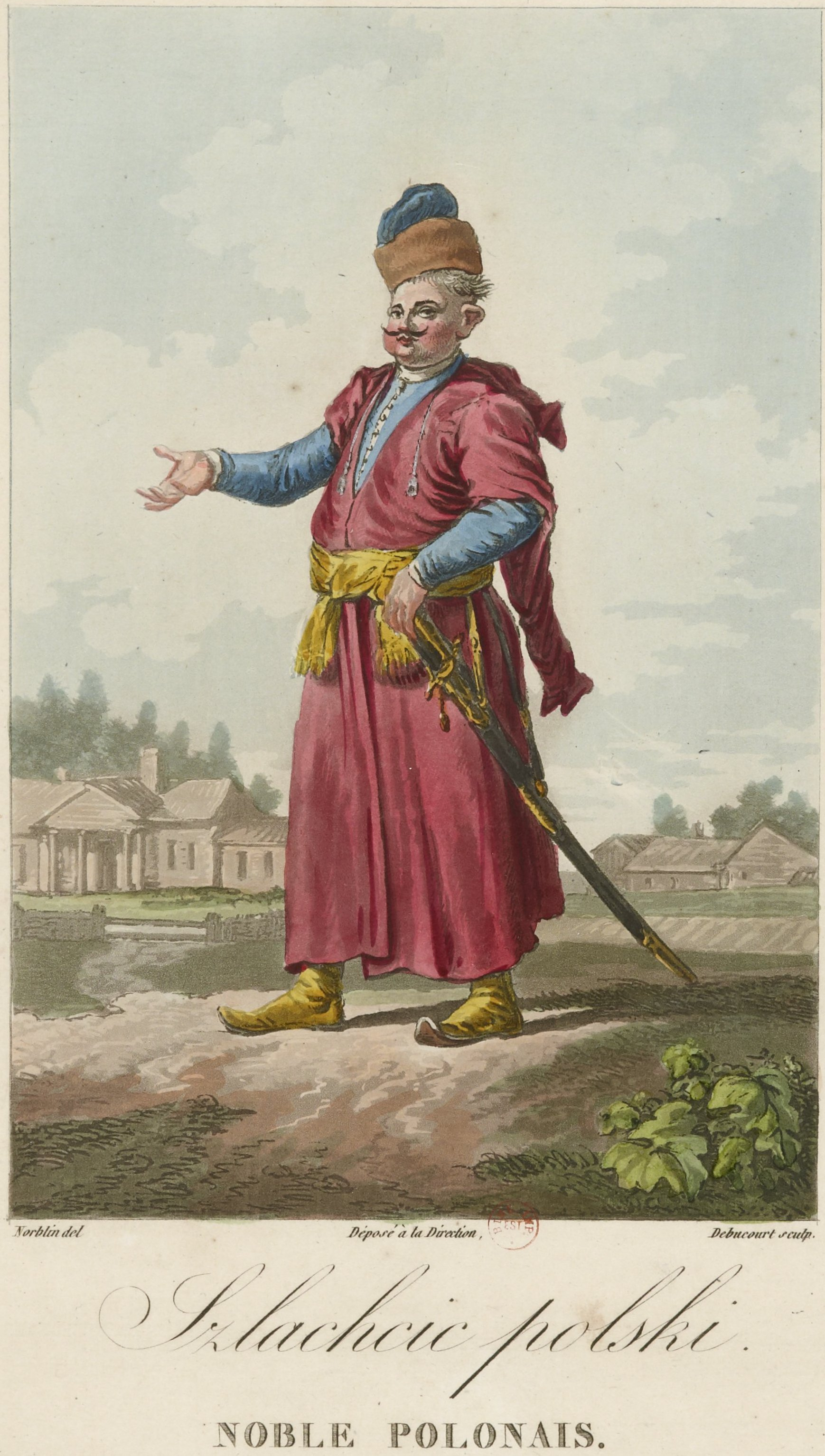
Szlachcic polski

Przed zaborami każdy szlachcic miał prawo do posiadania własności dominikalnej. Sytuacja jednak zaczęła się zmieniać, gdyż w 1775 r. dokonano formalnego rozgraniczenia gruntów na:
- rustykalne (w klasie płatników podatku rustykalnego były osoby płacące nie więcej niż 50 złp podatku rocznie, ale wyjątek stanowiła sytuacja, gdy szlachcic posiadał choćby jednego poddanego),
- dominikalne.

#### Zakaz zmiany klasyfikacji ziem
W 1787 r. wprowadzono zakaz zmiany klasyfikacji ziemi, więc gdy była ona uznana za rustykalną (ziemia uprawiana przez chłopów), to nie mogła stać się dominikalną (grunty folwarczne) oraz odwrotnie.
Właścicielem tabularnym mógł być wyłącznie wylegitymowany szlachcic, jednak na początku XIX w. okazało się, że co dziesiąty posesor nie posiada legitymacji, więc przepisy zliberalizowano. W 1814 r. cesarz Franciszek Józef I wydał patent, na mocy którego uznano posiadanie dóbr tabularnych przez szlachtę niewylegitymowaną, lecz ich spadkobiercy musieli potwierdzić szlachectwo lub uzyskać indygenat galicyjski pod groźbą nakazu sprzedaży dóbr. Jednak w 1818 r. zniesiono nakaz sprzedaży dóbr tabularnych przez niewylegitymowanych posesorów.

#### Dominia naczelne
Powoływano je, jeśli w gminie podatkowej było kilku właścicieli dominikalnych. Kierownictwo akcją regulacyjną powierzano temu posesorowi, który posiadał największą ilość poddanych. Mniejsze dominia często przyłączano do większej własności tabularnej ze względu na sądownictwo czy prawy polityczne.

#### Kurie głosowania
Właściciele tabularni byli podzieleni odnośnie do kurii głosowania:
- kuria większej własności ziemskiej (wybory tutaj były bezpośrednie) – szlachta płacąca rocznie co najmniej 100 złr podatku,
- kuria mniejszej własności ziemskiej – szlachta, która nie spełniała cenzusu majątkowego.

## Tabula Krajowa
Została utworzona w 1780 roku we Lwowie w celu gromadzenia wiedzy o ewidencji nieruchomości, umowach kupna-sprzedaży, testamentach, darowiznach, dotacjach itp. w celu potwierdzenia uprawnień szlacheckich do podsiadania nieruchomości i ich precyzyjnego opodatkowania. Tabula Krajowa obejmowała całą Galicję oprócz samego Lwowa. Zapisane w niej nieruchome dobra ziemskie podlegały w pierwszej i drugiej instancji Trybunałowi Królewskiemu.
Szlachta rustykalna traciła prawo do wpisania swoich gospodarstw do Tabuli Krajowej.